# 佩恩斯維爾 (加利福尼亞州)
佩恩斯維爾（英語：Paynesville）是位於美國加利福尼亞州阿爾派恩縣的一個非建制地區。該地的面積和人口皆未知。

## 地理
佩恩斯維爾的座標為38°48′33″N 119°46′46″W / 38.80917°N 119.77944°W，而該地的平均海拔高度為1560米（即5118英尺）。